# I canadesi
I canadesi (The Canadians) è un film del 1961 diretto da Burt Kennedy.